# Steve Kroft
Steve Kroft (Kokomo, 22 de agosto de 1945) é um jornalista estadunidense. Ele é correspondente do programa 60 Minutes da rede CBS. Suas reportagens investigativas lhes renderam renomados prêmios, incluindo cinco Peabody Awards e onze prêmios Emmys.